# Konjska Reka
Konjska Reka (en serbe cyrillique : Коњска Река) est un village de Serbie situé dans la municipalité de Bajina Bašta, district de Zlatibor. Au recensement de 2011, il comptait 78 habitants.

## Démographie

### Évolution historique de la population
| 1948 | 1953 | 1961 | 1971 | 1981 | 1991 | 2002 | 2011 |
| ---- | ---- | ---- | ---- | ---- | ---- | ---- | ---- |
| 288  | 284  | 258  | 188  | 154  | 134  | 112  | 78   |

|  |